# Stomatosuchus
Stomatosuchus is een geslacht van uitgestorven Crocodylomorpha waarvan een fossiel is gevonden in Egypte uit het Cenomanien (Laat-Krijt). Een schedel was het enige fossiele materiaal dat van Stomatosuchus gevonden is, maar dit fossiel is vernietigd in de Tweede Wereldoorlog. Tot nu toe is er geen nieuw materiaal van Stomatosuchus gevonden. Wel zijn fossielen van de verwante stomatosuchiër Laganosuchus gevonden.

## Uiterlijke kenmerken
Stomatosuchus was opvallend vanwege zijn kop. Deze had de vorm van een eendensnavel. Ook had Stomatosuchus zeer kleine tanden voor een krokodilachtige. Men denkt dat Stomatosuchus kleine diertjes uit het water zeefde. Stomatosuchus was met ongeveer tien meter lengte groot genoeg om ook vissen te eten en misschien zelfs kleine dinosauriërs van de waterkant te pakken. Ook had Stomatosuchus een soort van keelzak. Niet verwante krokodillen die ook een eendensnavelachtige bek hebben waren Isisfordia uit het Vroeg-Krijt en Mourasuchus uit het Plioceen.

## Ecologie
Stomatosuchus leefde samen met andere krokodilachtigen als Anatosuchus, Araripesuchus, Kaprosuchus, Laganosuchus, Sarcosuchus en Stolokrosuchus. Ook leefden er in het gebied dinosauriërs zoals Carcharodontosaurus, Deltadromeus, Ouranosaurus en Spinosaurus en pterosauriërs als Ornithocheirus.

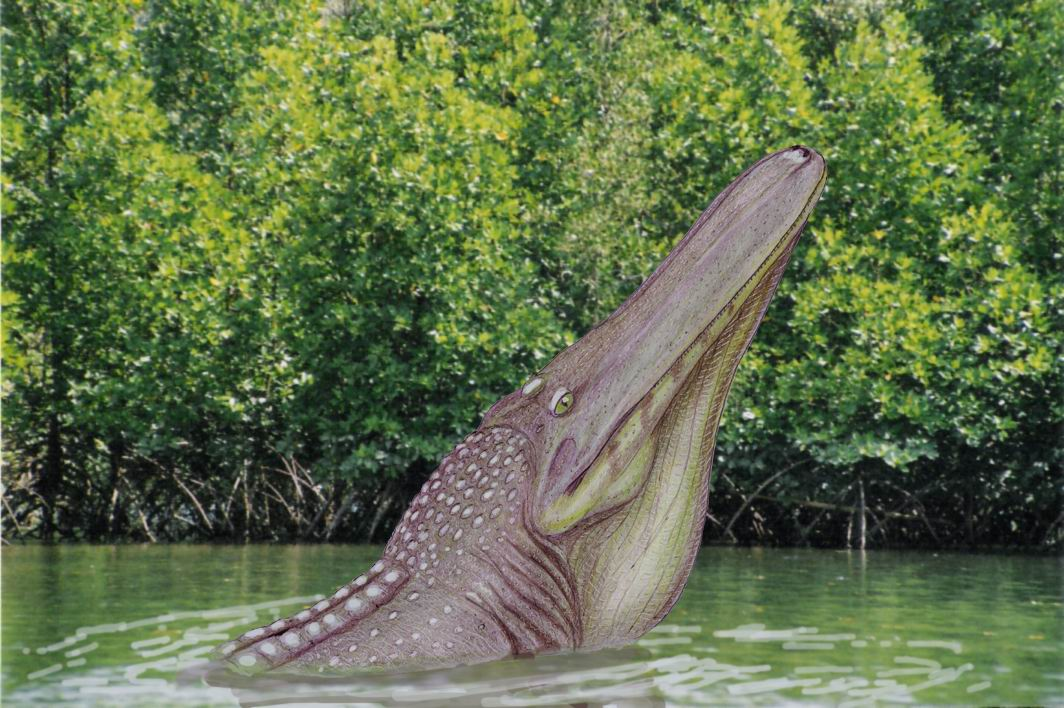
De kop van Stomatosuchus inermis.